# عمرو بن سعید بن عاص
عمرو بن سعید عاص صحابی پیامبر اسلام و از سابقه داران اسلام بود که دو بار مهاجرت کرد و در فتح مکه، غزوه حنین، غزوه طائف و غزوه تبوک حضور داشت. محمد او را برای فرمانروایی بر روستاهای تبوک، خیبر و فدک، منصوب نمود. عمرو بن سعید در حالیکه به سوی سرزمین شام حرکت نمود، در نبرد اجنادین در زمان خلافت ابوبکر کشته شد.

## نسب و خانواده
- پدرش سعید بن العاص فرزند امیة بن عبدشمس بن عبدمناف بن قصیّ بود.[۱]
- مادرش صفیه بن بن مغیره بن عبدالله بن عمر بن مخزوم، عمویش خالد بن ولید بن مغیره.[۲]
- برادرانش:

1. خالد بن سعید بن العاص
2. ابان بن سعید بن عاص
3. عاص بن سعید بن عاص

- وی با فاطمه بنت صفوان ازدواج کرد و در حبشه درگذشت.

## گرویدن به اسلام
او و برادرش خالد در مکه به اسلام گرویدند، اما او مدت کوتاهی پس از برادرش به اسلام گروید،

### مهاجرت به حبشه
عمرو بن سعید در هجرت دوم به همراه همسرش فاطمه بنت صفوان به حبشه مهاجرت کرد.او بعد از دو سال به مدینه بازگشت.

### در معرکه نبرد
وی پس از غزوه خیبر به شهر مدینه مهاجرت کرد و در فتح مکه، غزوه خیبر، غزوه حنین، غزوه طائف و غزوه تبوک حضور داشت.

## فرمانروانی
پیامبر وی را برای فرمانروانیی روستاهای تبوک، خیبر و فدک، به کار گماشت.
ابوبکر گفت حق کار کارگران رسول خدا چیست

## مرگ
عمرو بن سعید بن عاص در نبرد اجنادین کشته شد. همچنین گفته شده وی در نبرد مرج الصُفر کشته شده‌است.